# Ana Millán
Ana Belén Millán Arroyo (Madrid, 1979) es una política española, miembro del Partido Popular (PP), que se ha destacado en la política de la Comunidad de Madrid. De 2005 a 2011 fue concejala de Juventud del ayuntamiento de Arroyomolinos. Posteriormente ocupó el cargo de concejala de Empleo. En 2019 accedió a la alcaldía con el apoyo de Vox y PiArr. Actualmente, Millán es la vicesecretaria del partido en Madrid y vicepresidenta de la Asamblea de Madrid. Está imputada por cuatro supuestos delitos en el caso Neverland (trama Púnica).

## Carrera política

### Inicios
Ana Millán comenzó su carrera política en la militancia de las Nuevas Generaciones del PP de Madrid, donde conoció a Isabel Díaz Ayuso. Ambas trabajaron juntas en el equipo de comunicación de la Presidenta de la Comunidad de Madrid Esperanza Aguirre.  Han mantenido la amistad y apoyo mutuo desde entonces.
En 2005, Millán fue elegida como concejala de Juventud del Ayuntamiento de Arroyomolinos. De estos años se desprende una causa por la adjudicación de siete contratos públicos a empresas relacionadas con el empresario Francisco Vicente Roselló, entre los años 2005 y 2011. Millán se enfrenta a una presunta comisión de un delito de prevaricación administrativa en relación a supuestos contratos irregulares.  Según una testigo clave de la investigación, durante este periodo “Millán se reunía a solas con el empresario, nadie podía entrar”.
En 2011, deja la Concejalía de Juventud y toma posesión de la Concejalía de Empleo del mismo ayuntamiento.

### Ascenso en el PP
En 2019, se convierte en la alcaldesa del ayuntamiento de Arroyomolinos con el apoyo de Vox y PiArr. Desde noviembre de 2020, es vicesecretaria de Acción Sectorial del PP de Madrid.
En 2022, Isabel Díaz Ayuso la nombra número tres del PP de Madrid, como vicesecretaria de Organización del partido. Al comienzo de ese mismo año, cuando todavía era alcaldesa, los agentes de la Unidad Central Operativa (UCO) de la Guardia Civil registraron las dependencias del Ayuntamiento de Arroyomolinos para solicitar "contratos sospechosos" de su época en la Concejalía de Juventud.
A pesar de su imputación, Ayuso la incluyó en las listas a la Asamblea para las elecciones de 2023, por lo que obtuvo el cargo de diputada autonómica. Posteriormente, es nombrada vicepresidenta primera de la Asamblea de Madrid. Ayuso la ha apoyado sin fisuras.
En julio de 2025, Nuñez Feijóo la nombra vocal de la comisión organizadora del congreso del PP. Unas semanas después (mes de agosto), el PP reconoce que Millán se presentó con un currículo falseado a las elecciones de Arroyomolinos (2003 y 2007), donde figuraba como licenciada en Ciencias Políticas, pero no acabó la carrera. La titulación que ostenta es diplomada en Gestión y Administración Pública.

## Casos judiciales
Ana Millán está investigada por los supuestos delitos de prevaricación, cohecho, tráfico de influencias y fraude contra la administración pública, que pueden acarrear varios años de prisión.  El contexto judicial en una pieza separada del caso Púnica conocida como el caso Neverland.

### Caso Neverland
En 2015, tras la victoria de Ciudadanos en el ayuntamiento, interceptaron a personas sacando tres bolsas de basura con documentos de la Concejalía de Juventud de Millán. Entre ellos, había adjudicaciones a Waiter Music, una empresa implicada en el caso Púnica también en otras localidades de la Comunidad de Madrid, así como al empresario Francisco Vicente Roselló, que tenía varias empresas, entre ellas, Neverland Eventos. Estos documentos llegaron al juzgado central número 6 de la Audiencia Nacional en 2015 con el juez Manuel García Castellón como responsable de sala. En 2016, también llegó al juzgado una denuncia interpuesta por Carlos Ruipérez (alcalde entonces de Ciudadanos), el cual dimitió tras su imputación en el caso Enredadera. Aunque la información sobre Waiter Music se adscribió a la trama Púnica, la relativa a Neverland Eventos abrió la pista del caso Neverland. 
García Castellón admitió indicios de delito en la actuación de Millán. Asimismo derivó los documentos al juzgado de Primera Instancia e Instrucción número 6 de Navalcarnero. La jueza de este tribunal advirtió "indicios sólidos" de corrupción. Pero en junio de 2024 decidió inhibirse en favor del Tribunal Superior de Justicia de Madrid, al estar Millán aforada por ser diputada regional. Sin embargo, en diciembre de 2024 el Tribunal Superior de Justicia de Madrid devolvió el caso a la jueza de Navalcarnero. El TSJM consideró que la investigación de la UCO no era suficiente para imputarla. Y remitieron que “no establece una relación precisa (...) entre una serie de hechos que objetivamente no ostentan por sí la naturaleza de delito y la obtención de unos beneficios patrimoniales, para sí o para personas de su entorno familiar, o que configuren una actuación de tráfico de influencias o de presunta corrupción en el ejercicio de su cargo” cuando era concejal de Arroyomolinos. La jueza Prada acordó formular exposición razonada para que continúe la investigación.
Waiter Music, empresa relacionada con la trama Púnica, percibió de la Consejería de Juventud de Millán un total 470.175,53 euros desde 2004 hasta 2015. El dueño de Waiter Music, José Luis Huerta Valbuena, declaró que no cobraba por la organización de los mítines de campaña, pero luego se adjudicaba las fiestas locales con precios inflados. Para cuando la Unidad Central Operativa (UCO) de la Guardia Civil y la Fiscalía Anticorrupción se dispusieron a analizarlos, ya habían prescrito.

### Relación con Roselló
Según el informe de la UCO de la Guardia Civil, el empresario Francisco Roselló recibió siete contratos públicos de la Concejalía de Juventud por un total de 660.000 euros en adjudicaciones a empresas como Grupo Educativo o Neverland Eventos. Paralelamente, Ana Millán cobró del empresario unos 51.104,67 euros en concepto de alquiler y comunidad de vecinos de un ático de Millán con un precio superior al mercado. Según el informe, Millán ingresó en sus cuentas 52.950 euros en efectivo en 78 operaciones bancarias entre 2008 y 2017, coincidiendo con las adjudicaciones a Roselló. El empresario también contrató a su novio (hoy su marido) y a la hermana de Ana Millán, a los que pagó 37.578,04 euros y 88.642,42, respectivamente, en concepto de rendimientos de trabajo. La hermana habría percibido dinero de Fundación GE Social y GE Escuelas Urbanas, ambas relacionadas con Roselló. En total, el empresario pagó en torno a los 180.000 euros entre Ana Millán, su hermana y su novio, durante el tiempo que recibía adjudicaciones del Ayuntamiento de Arroyomolinos. 
En 2024, la jueza vio indicios ya que tanto Millán como Roselló “pueden ser autores de delitos de prevaricación, cohecho, tráfico de influencias y fraude contra la administración pública”
1. 1 2  Redacción. «Ana Millán, nueva alcaldesa de Arroyomolinos». Ayuntamiento de Arroyomolinos. Consultado el 25 de julio de 2025.
2. 1 2 3 4 5 6  Escolar, Ignacio (7 de diciembre de 2024). «¿A que no sabes quién es Ana Millán?». ElDiario.es. Consultado el 25 de julio de 2025.
3. 1 2 3  Mateo, Juan José (14 de abril de 2022). «El ático y las bolsas de basura que cercan a Ana Millán, la alcaldesa del PP íntima de Ayuso». El País. Consultado el 26 de julio de 2025.
4. 1 2 3  «La imputada Ana Millán, vocal de la comisión organizadora del congreso del PP». El Plural. 19 de mayo de 2025. Consultado el 26 de julio de 2025.
5. 1 2 3 4  Mateo, Juan José (28 de octubre de 2024). «La jueza ve “indicios sólidos y justificados” de la presunta comisión de cuatro delitos por la número tres de Ayuso». El País. Consultado el 25 de julio de 2025.
6. 1 2 3  EFE, Agencia (29 de octubre de 2024). «La jueza de Navalcarnero ve "indicios sólidos" de presuntos delitos por parte de la exalcaldesa de Arroyomolinos, Ana Millán». Cadena SER. Consultado el 26 de julio de 2025.
7. ↑  Águeda, Pedro (25 de agosto de 2024). «La testigo clave contra la 'número tres' de Ayuso en el PP: “Millán se reunía a solas con el empresario, nadie podía entrar"». ElDiario.es. Consultado el 26 de julio de 2025.
8. 1 2  País, El (26 de enero de 2022). «La alcaldesa de Arroyomolinos, investigada por contratos irregulares». El País. Consultado el 26 de julio de 2025.
9. 1 2  País, El (5 de diciembre de 2024). «El TSJM ve “inconclusa” la investigación por presunta prevaricación sobre la número tres de Ayuso y ordena completar las pesquisas». El País. Consultado el 26 de julio de 2025.
10. ↑  García, Jacobo (4 de agosto de 2025). «Ana Millán, la polémica colaboradora de Ayuso con un currículum engordado en campaña». El País. Consultado el 4 de agosto de 2025.
11. ↑  EFE (4 de agosto de 2025). «El PP también infló el currículum de la 'número tres' de Ayuso en Madrid». www.publico.es. Consultado el 4 de agosto de 2025.
12. ↑  «Ana Millán, la ‘Cerdán de Ayuso’ que sigue en su puesto pese a estar imputada por cuatro delitos en Neverland (Púnica)». El Plural. 18 de junio de 2025. Consultado el 26 de julio de 2025.
13. ↑  «Ana Millán, la ‘Cerdán de Ayuso’ que sigue en su puesto pese a estar imputada por cuatro delitos en Neverland (Púnica)». El Plural. 18 de junio de 2025. Consultado el 25 de julio de 2025.
14. 1 2 3  Castrillo, Álvaro Sánchez (28 de octubre de 2024). «Cuatro delitos de corrupción para la 'tres' de Ayuso: la jueza ve indicios "sólidos" y la lleva al TSJ de Madrid». infoLibre. Consultado el 26 de julio de 2025.
15. ↑  Águeda, Pedro (21 de junio de 2024). «Una jueza acusa de cuatro delitos de corrupción a la número tres de Ayuso en el PP de Madrid». ElDiario.es. Consultado el 25 de julio de 2025.
16. ↑  «La Justicia ordena a la jueza que investiga a Ana Millán (PP) que complete las pesquisas». La Vanguardia. 5 de diciembre de 2024. Consultado el 26 de julio de 2025.
17. ↑  López-Fonseca, Óscar (14 de marzo de 2018). «Un empresario confiesa que el PP le adjudicaba contratos públicos porque era “amigo”». El País. ISSN 1134-6582. Consultado el 26 de julio de 2025.